# Plestiodon oshimensis
Plestiodon oshimensis — вид ящірок родини сцинкових (Scincidae).

## Назва
Назва oshimensis вказує на типове місцезнаходження — острів Амамі, який окінавською мовою називається Осіма (букв. «Великий острів»).

## Поширення
Ендемік Японії. Поширений на островах Амамі, де він зустрічається на всіх островах, крім Йорона та Окіерабу; а також трапляється на островах Такара, Кодакара і Суваносе з групи островів Токара. Мешкає у відкритих середовищах, включаючи прибережні райони та низинні луки.

## Спосіб життя
Цей вид полює на безхребетних, таких як комахи, павуки та дощові черв'яки, а також на новонароджених геконів і зелених ящірок. Самиці відкладають кладки приблизно з 7 яєць у нори в липні. Яйця білого кольору і діаметром близько 18 мм.